# Alina Minarowska
Alina Małgorzata Minarowska – polska lekarka, doktor habilitowany nauk medycznych, pracownik naukowy Wyższej Szkoły Medycznej z siedzibą w Białymstoku.

## Życiorys
W 1995 r. obroniła pracę doktorską, w 2014 r. otrzymała stopień doktora habilitowanego. Jest zatrudniona na stanowisku adiunkta w Katedrze Pulmonologii, Szkole Zdrowia Publicznego Uniwersytecie Warmińsko-Mazurskim w Olsztynie.